# Euripides
 Der er for få eller ingen kildehenvisninger i denne artikel, hvilket er et problem. Du kan hjælpe ved at angive troværdige kilder til de påstande, som fremføres i artiklen.

Euripides (græsk: Ευριπίδης) (c. 480–406 f.Kr.) var den sidste af de tre store tragediedigtere i det klassiske Athen (de to andre var Aischylos og Sofokles).
Oldtidens lærde mente, at Euripides havde skrevet 95 skuespil, skønt fire af dem sandsynligvis var skrevet af Kritias. 18 af Euripides' skuespil findes komplet. Nogle fragmenter - flere af betydeligt omfang - er også overleveret af de fleste af hans andre skuespil. Vi har flere skuespil af Euripides end af Aischylos og Sofokles tilsammen pga. en bevaring af et manuskript, der sandsynligvis var en del af en komplet samling af hans værker ordnet alfabetisk.
Euripides er primært kendt for at have ændret den attiske tragedies traditionelle formelle struktur ved at vise stærke kvinder og kloge slaver; og ved at satirisere over mange af den græske mytologis helte. Hans skuespil forekommer moderne sammenlignet med hans samtidige, da han har fokus på det indre og personernes motiver på en måde, der var uvant for det græske publikum.
Euripides hævdes at være født på dagen for Slaget ved Salamis, 23. september 480 f.Kr., mens andre mener, at han var født så tidligt som 485 f.Kr. Han var med stor sandsynlighed af en rig og indflydelsesrig familie. Ud over hans deltagelse i skuespilskonkurrencer kender vi ikke meget til Euripides' offentlige liv. Den eneste troværdige historie er, at han ifølge Aristoteles var indblandet i en konflikt om en liturgi – hvilket synes at indicere,  at han var en velhavende mand. Han siges at have rejst til Syrakus på Sicilien, at have deltaget i diverse politiske aktiviteter livet igennem og  have forladt Athen efter kong Archelaus d. 1.s indbydelse og opholdt sig hos ham i Makedonien efter 408 f.Kr. Ifølge Pausanias blev Euripides begravet i Makedonien.

## Skuespil
Euripides deltog første gang i Dionysia, den berømte athenske skuespilsfest, i 455 f.Kr., året efter Aischylos' død. Han vandt en tredjeplads måske fordi han nægtede at tilfredsstille dommernes smag. Først i 441 f.Kr. fik han førstepladsen, og han fik blot fire sejre. Han vandt dog en sejr efter døden.
Han var ofte offer for Aristofanes' humor. Han optræder i Acharnerne, Thesmophoriazusae (Halløj i Thesmoforiet eller Kvinderne ved Thesmoforiefesten) og mest mindeværdigt i Frøerne, hvor Dionysos rejser til Hades for at bringe Euripides tilbage fra de døde. Efter en digtkonkurrence vælger Dionysos dog at tage Aischylos i stedet.
Euripides' deltog sidst i konkurrencen i Athen i 408 f.Kr. Det siges, at han forlod Athen i bitterhed over sit nederlag. Han tog mod en invitation fra Makedoniens konge i 408 eller 407 f.Kr., og dér skrev han Archelaus til ære for sin vært. Man mener han døde der i vinteren 407-406. Antikke biografiforfattere har fortalt mange historier om hans død, men sandheden er måske, at den skyldtes den barske makedonske vinter. (Rutherford 1996). Bacchanterne blev opført i 405 f.Kr. efter hans død og vandt førstepladsen. 
Sammenlignet med Aischylos, der vandt 13 gange og Sofokles, der vandt 18 gange, var Euripides den mindst ærede af de tre, i det mindste i hans egen levetid. I det 4. århundrede blev Euripides' skuespil de mest populære. Hans værker påvirkede den ny komedie, og det romerske drama og blev senere idoliseret af franske klassikere, ligesom hans indflydelse på dramaet kan sammenlignes med fx Ibsen og Shaw. 
Euripides' største værker er Alkestis, Medea, Elektra og Bacchanterne. Stykket Kyklopen er det eneste satyrspil, der er fuldstændigt overleveret.
Manuskriptet er tilsyneladende en del af en større rulle med Euripides' værker i alfabetisk rækkefølge. Manuskriptet, der blev fundet efter at have ligget i et kloster i omkring 800 år, er årsag til det store antal bevarede stykker af Euripides.
I juni 2005 opdagede klassikere fra Oxford University vha. infrarød teknologi ukendt materiale af Euripides i papyrusfragmenter fra Oxyrhynchus .

## Kommentar
Euripides er sammenlignet med Rousseau som moderne for deres tid. I modsætning til andre skuespilforfattere fokuserede Euripides på realisme i personskildringen. Mens Aischylos' Klytaimnestra er en standardiseret ond kvinde, er Euripides' Medea en ægte kvinde med genkendelige følelser.
Ifølge Aristoteles sagde Euripides' kollega og samtidige Sofokles: "Jeg portrætterer mennesker, som de burde være, og Euripides portrætterer dem, som de er.". 
En svaghed i hans dramaer var, at hans personer ofte var realistiske på bekostning af handlingens realisme. Hans stykker brugte ofte deus ex machina for at løse intrigen som i Alkestis og Medea. Ifølge Aristoteles' Poetikken er det den værste måde at afslutte et stykke på. Mange lærde klassikere anfører det som grunden til, at Euripides var mindre populær i sin egen tid.

### Tragedier
1. Alkestis (Ἄλκηστις / Álkēstis) i 438 f.Kr.
2. Medea (Μήδεια / Mḗdeia) i 431 f.Kr.
3. Herakliderne (Ἡρακλεῖδαι / Hērakleĩdai) i 430 f.Kr.
4. Hippolytos (Ἱππόλυτος στεφανοφόρος / Hippólytos stephanophóros) i 428 f.Kr.
5. Andromache (Ἀνδρομάχη / Andromákhē) i 426 f.Kr.
6. Hekabe (Ἑκάϐη / Hekábē) i 424 f.Kr.
7. Herakles (Ἡρακλῆς μαινόμενος / Hēraklē̃s mainómenos) i 424 f.Kr.
8. De Bønfaldende (Ἱκέτιδες / Hikétides) i 414 f.Kr.
9. Ion (Ἴων / Íôn) i 418 f.Kr.
10. De Trojanske Kvinder (Τρώαδες / Trṓades) i 415 f.Kr.
11. Ifigenia i Tauris (Ἰφιγένεια ἡ ἐν Ταύροις / Iphigéneia hê en Taúrois) i 414 f.Kr.
12. Elektra (Ἠλέκτρα / Ēléktra) i 413 f.Kr.
13. Helena (Ἑλένη / Helénē) i 412 f.Kr.
14. Fønikerinderne (Φοινίσσαι / Phoiníssai) o. 410 f.Kr.
15. Orestes (Ὀρέστης / Oréstēs) i 408 f.Kr.
16. Ifigenia i Aulis (Ἰφιγένεια ἡ ἐν Αὐλίδι / Iphigéneia hē en Aulídi) i 406 f.Kr.
17. Bacchanterne (Βάκχαι / Bákkhai) i 405 f.Kr.

### Fragmentære tragedier
Følgende skuespil er kun overleveret som fragmenter. Nogle indeholder ganske få linjer, andre er så store, at rekonstruktion kan forsøges. Yderligere læsning, se Euripides: Selected Fragmentary Plays (Aris and Phillips 1995) ed. C. Collard, M.J. Cropp and K.H. Lee.
1. Telephus (438 f.Kr.)
2. Kreterne (ca. 435 f.Kr.)
3. Stheneboea (før 429 f.Kr.)
4. Bellerophon (o. 430 f.Kr.)
5. Cresphontes (ca. 425 f.Kr.)
6. Erechtheus (422 f.Kr.)
7. Phaethon (o. 420 f.Kr.)
8. Den vise Melanippe (o. 420 f.Kr.)
9. Alexandros (415 f.Kr.)
10. Palamedes (415 f.Kr.)
11. Sisyphus (415 f.Kr.)
12. Den tilfangetagne Melanippe (412 f.Kr.)
13. Andromeda (før opførslen af Aristofanes' Thesmophoriazusae  o. 411 f.Kr. eller måske i 412 f.Kr.)
14. Antiope (o. 410 f.Kr.)
15. Archelaus (o. 410 f.Kr.)
16. Hypsipyle Arkiveret 19. januar 2012 hos  Wayback Machine (o. 410 f.Kr.)
17. Oedipus (o. 410 f.Kr.)
18. Philoctetes (o. 410 f.Kr.)

### Satyrspil
1. Kyklopen (Κύκλωψ / Kýklôps') i (408) der fortæller om kyklopen Polyfem i Odysseen.

### Andre skuespil
1. Rhesos (Ῥῆσος/Rhễsos) (midten af 4. århundrede f.Kr. De fleste moderne forskere fastholder, at stykken nok ikke var af Euripides.)